# Sèrie A5-A8 de FGC
La sèrie BEH 4/8 d'automotors articulats amb cremallera està formada per quatre vehicles posats en marxa entre l'any 1985 i el 1994. Els quatre estan destinats al Cremallera de Núria de Ferrocarrils de la Generalitat de Catalunya.